# Missa Rorate

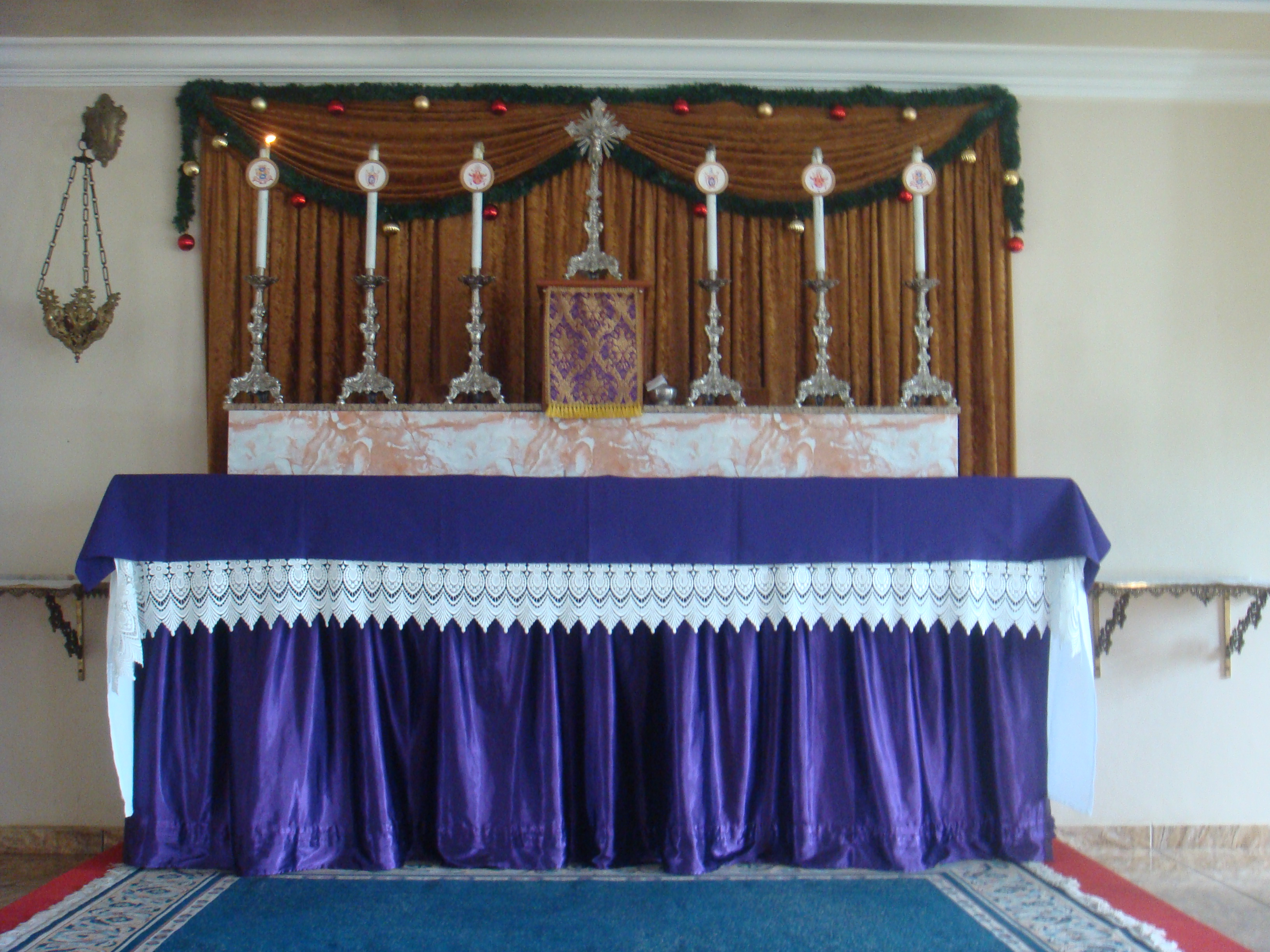
Altar com as toalhas roxas do Tempo do Advento, preparado para a celebração da "Missa Rorate".

A Missa Rorate ou missa de acolhimento ao natal é assim chamada devido ao canto de entrada com um versículo do Livro de Isaías (Isaías 45:8) "Rorate coeli desuper". 
A sua origem pode ser encontrada no século XV nos países alpinos. 
Inicialmente a Missa Rorate era uma missa votiva em honra de Maria (mãe de Jesus), e era celebrada nos sábados de Advento. Foi também chamada "ofício angélico", porque se lia o evangelho da Anunciação (Lucas 1:26-38) ou "missa dourada".
A principal característica da Missa Rorate é que se celebra à luz de velas e pouco antes do amanhecer, para que, ao fim da celebração, raios de sol adentrem à Igreja simbolizando o movimento da escuridão da mágoa e do pecado para a luz de Jesus Cristo.
Para dar um acento particular ao Advento, poder-se-ia celebrar a Missa Rorate em dias feriais do Tempo de Advento, mas segundo as normas da Igreja somente até ao dia 16 de Dezembro. 
O mais importante é dar uma certa solenidade e precisamente o facto de que se celebre à luz das velas e se cante o Rorate cæli (ou outro canto igualmente expressivo do mistério do Advento).

## Rorate Cæli

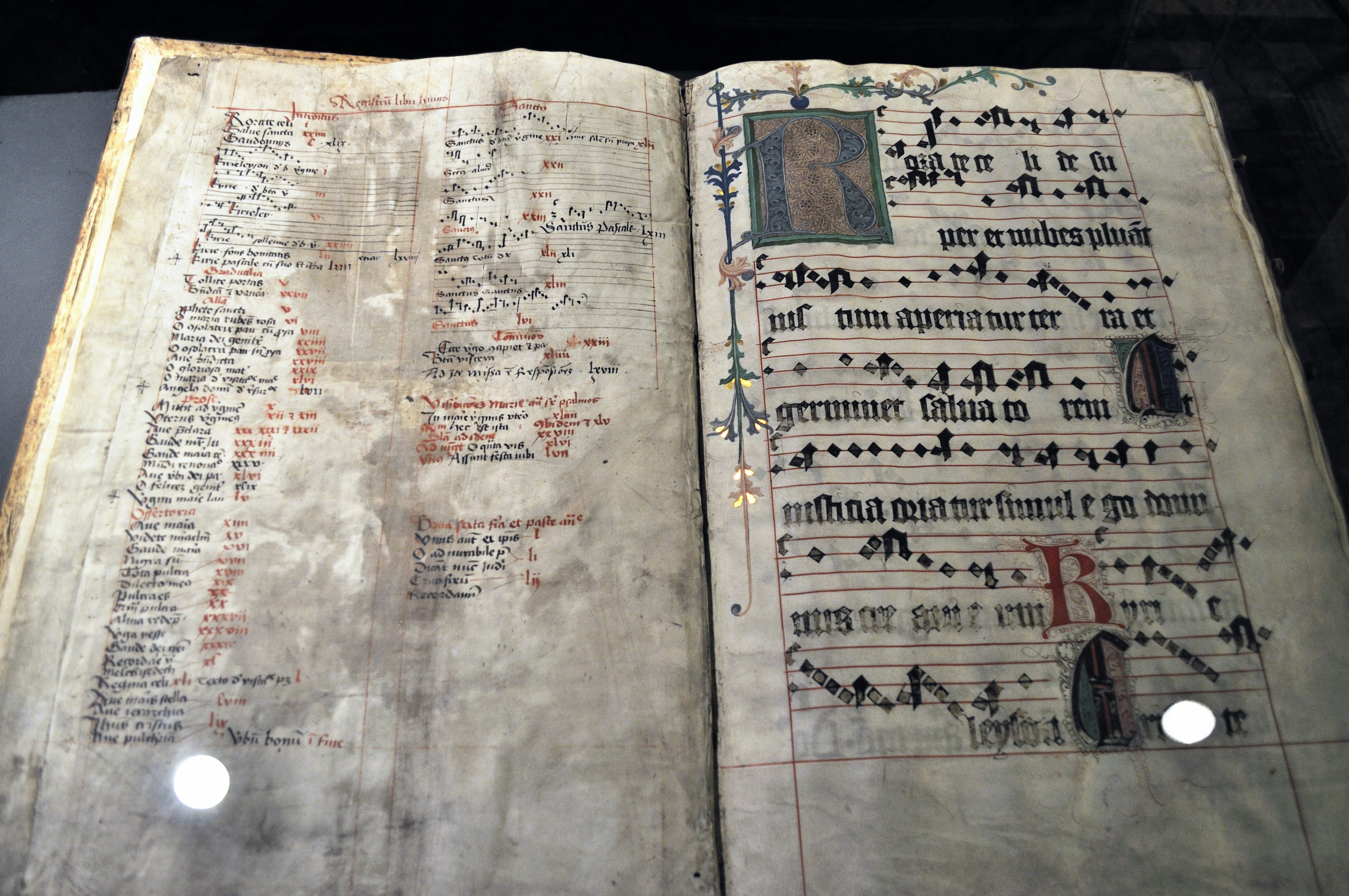
Rorate Cæli em um antifonário medieval

Rorate cæli é uma oração, geralmente realizada em canto gregoriano, inspirada nos clamores do Antigo Testamento para que Deus nos resgatasse e nos mandasse o Messias, representando, assim, espírito de súplica e expectativa do Advento. Seu refrão vem da passagem bíblica de Isaías 45:8, no qual se lê:
℣ Rorate coeli desuper et nubes pluant justum 
(Destilai, ó céus, dessas alturas, e as nuvens chovam justiça) 

℟ Aperiatur terra et germinet salvatorem" 
(abra-se a terra e produza a salvação").
Além do canto gregoriano, renomados compositores fizeram versões polifônicas do canto para corais e madrigais, entre eles; o italiano Giovanni Pierluigi da Palestrina e  o inglês William Byrd.
Texto e tradução
| Rorate Caeli desúper et nubes plúant justum Ne irascáris Dómine, ne ultra memíneris iniquitátis Ecce cívitas Sancti facta est desérta Sion desérta facta est, Jerúsalem desoláta est. Domus sanctificatiónis tuae et gloriae tuae Ubi laudavérunt Te patres nostri. Rorate Caeli desúper et nubes plúant justum. Peccávimus et facti sumus tamquam immúndus nos, Et cecídimus quasi fólium univérsi Et iniquitátes nostrae quasi ventus abstulérunt nos Abscondísti fáciem tuam a nobis Et allisísti nos in mánu iniquitátis nostrae. Rorate Caeli desúper et nubes plúant justum. Víde, Dómine, afflictiónem pópuli tui Et mitte quem missúrus es Emítte Agnum dominatórem terrae De pétra desérti ad montem fíliae Sion Ut áuferat ipse jugum captivitátis nostrae. Rorate Caeli desúper et nubes plúant justum. Consolámini, consolámini, pópule meus Cito véniet salus tua Quare moeróre consúmeris, quia innovávit te dolor? Salvábo te, noli timére Ego énim sum Dóminus Deus túus Sánctus Israël, Redémptor túus. Rorate Caeli desúper et nubes plúant justum. | Derramai, ó céus, o vosso orvalho do alto, e as nuvens chovam o Justo Não vos ireis, Senhor, nem vos lembreis da iniquidade. Eis que a cidade do Santuário ficou deserta: Sião tornou-se deserta; Jerusalém está desolada. A casa da vossa santificação e da vossa glória, Onde os nossos pais vos louvaram Derramai, ó céus, o vosso orvalho do alto, e as nuvens chovam o Justo Pecamos e nos tornamos como os imundos, E caímos, todos, como folhas. E as nossas iniquidades, como um vento, nos dispersaram. Escondestes de nós o vosso rosto E nos esmagastes pela mão das nossas iniquidades Derramai, ó céus, o vosso orvalho do alto, e as nuvens chovam o Justo Olhai, ó Senhor, para a aflição do vosso povo, E enviai Aquele que estais para enviar! Enviai o Cordeiro dominador da terra Da pedra do deserto ao monte da filha de Sião Para que Ele retire o jugo do nosso cativeiro Derramai, ó céus, o vosso orvalho do alto, e as nuvens chovam o Justo Consola-te, consola-te, povo meu, Em breve há de vir a tua salvação! Por que te consomes na tristeza, se a dor te renovou? Eu te salvarei, não tenhas medo! Porque Eu sou o Senhor, teu Deus, o Santo de Israel, o teu Redentor Derramai, ó céus, o vosso orvalho do alto, e as nuvens chovam o Justo |